# Attaque 77

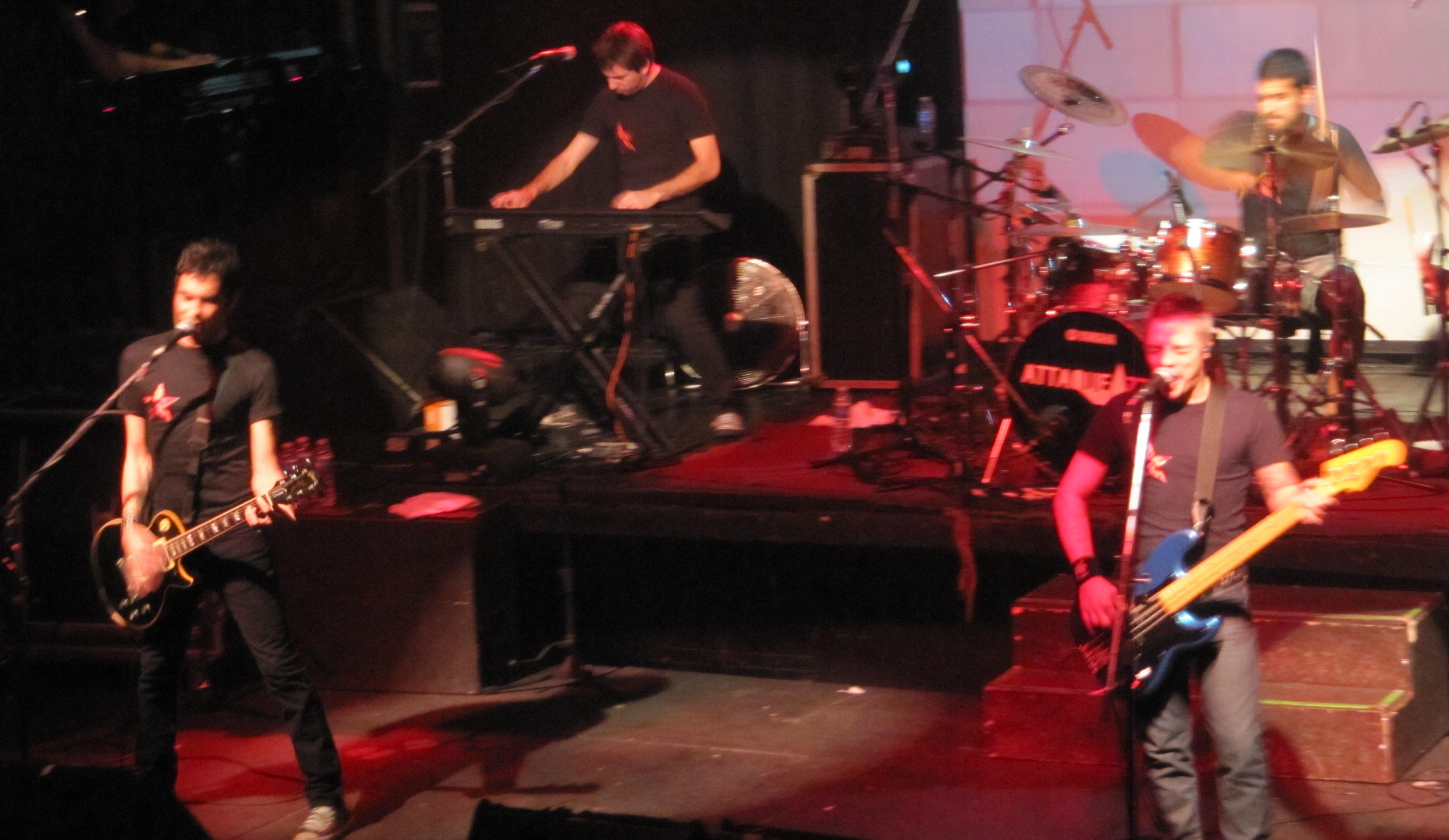
Attaque 77 im Buenos Aires.

Attaque 77 ist eine argentinische Rockband aus Buenos Aires mit musikalischen Einflüssen aus Punk, Reggae und Ska. Attaque 77 wurde 1987 gegründet und ist neben den Babasonicos eine der erfolgreichsten argentinischen Rockbands der 1990er-Jahre.
Mit ihrer aggressiven Rockmusik und politischen bzw. sozialkritischen Texten rückte Attaque 77 vor allem während der Argentinien-Krise wieder in den Mittelpunkt der nationalen und internationalen Medien. Sie gaben zu diesem Zeitpunkt zahlreiche Solidaritätskonzerte oder spielten spontan bei Demonstrationen, was ihre Popularität bei den jungen Argentiniern weiter ansteigen ließ.
Zu den bekanntesten Liedern zählen „El cielo puede esperar“ oder auch „Hacelo por mí“. Das 2001 veröffentlichte Live-Album „Trapos“ (BMG Ariola Argentina S.A./ Übersee Records) beinhaltet ihre größten Hits in der nunmehr über zehnjährigen Bandgeschichte.

## Mitglieder

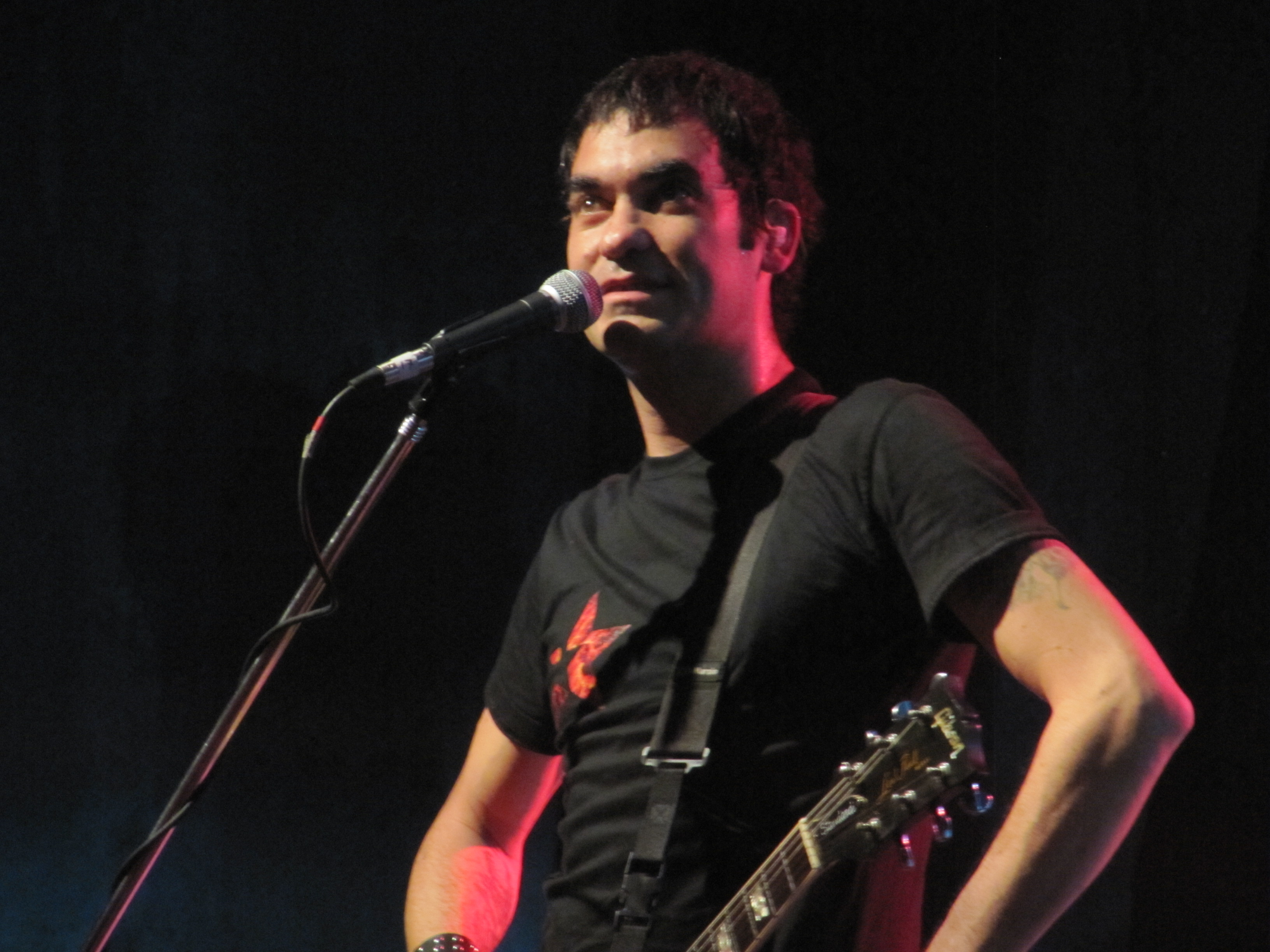
Mariano Martínez.

- Mariano Martinez (Gesang und Gitarre)
- Luciano Scaglione (Gesang und Bass)
- Leo de Cecco (Schlagzeug)

## Diskografie
- 1988 – Dulce Navidad
- 1990 – El Cielo Puede Esperar
- 1991 – Rambioso! La Pesadilla Recien Comienza
- 1992 – Angeles Caidos (AR: Gold)[1]
- 1993 – Todo Esta Al Reves
- 1994 – 89/’92
- 1995 – Amen!
- 1997 – Un Dia Perfecto (AR: Gold)
- 1998 – Otras Canciones (AR: Platin)
- 2000 – Radio Insomnio
- 2001 – Trapos (Übersee Records, AR: Platin)
- 2002 – Caña
- 2004 – Amateur (AR: Gold)
- 2004 – Antihumano (AR: Platin)
- 2006 – Pirotecnia Autorizada (EP)
- 2007 – Karmagedon (AR: Gold)
- 2009 – Estallar